# Dan Toler
"Dangerous" Dan Toler (23 de septiembre de 1948-25 de febrero de 2013) fue un guitarrista estadounidense, reconocido por haber hecho parte de la popular agrupación de rock sureño The Allman Brothers Band. Fue miembro de la banda entre 1979 y 1982, grabando la guitarra en los álbumes Enlightened Rogues (1979), Reach for the Sky (1980) y Brothers of the Road (1981).
Toler luchó por algún tiempo contra la esclerosis lateral amiotrófica, falleciendo en Florida el 25 de febrero de 2013 a la edad de 64 años.

## Discografía

### The Allman Brothers Band
- Enlightened Rogues (1979)
- Reach for the Sky (1980)
- Brothers of the Road (1981)